# Patryk Dobek
Patryk Dobek (Kościerzyna, 13 febbraio 1994) è un ostacolista e mezzofondista polacco, medaglia di bronzo negli 800 metri piani ai Giochi olimpici di Tokyo 2020.

## Palmarès
| Anno | Manifestazione  | Sede           | Evento        | Risultato  | Prestazione | Note                                     |
| ---- | --------------- | -------------- | ------------- | ---------- | ----------- | ---------------------------------------- |
| 2011 | Mondiali U18    | Lilla          | 400 m piani   | Bronzo     | 46"67       |                                          |
| 2011 | Mondiali U18    | Lilla          | Staffetta     | 4º         | 1'52"42     |                                          |
| 2012 | Mondiali U20    | Barcellona     | 400 m piani   | Semifinale | 46"56       |                                          |
| 2012 | Mondiali U20    | Barcellona     | 4×400 m       | Argento    | 3'05"05     |                                          |
| 2013 | Europei U20     | Rieti          | 400 m piani   | Argento    | 46"15       |                                          |
| 2013 | Europei U20     | Rieti          | 4×400 m       | Argento    | 3'05"07     |                                          |
| 2014 | Mondiali indoor | Sopot          | 4×400 m       | 4º         | 3'06"50     |                                          |
| 2014 | Europei         | Zurigo         | 400 m hs      | Semifinale | 49"13       | Miglior prestazione personale            |
| 2015 | Europei U23     | Tallinn        | 400 m hs      | Oro        | 48"84       |                                          |
| 2015 | Europei U23     | Tallinn        | 4×400 m       | Argento    | 3'05"35     |                                          |
| 2015 | Mondiali        | Pechino        | 400 m hs      | 7º         | 49"14       |                                          |
| 2016 | Giochi olimpici | Rio de Janeiro | 400 m hs      | Batteria   | 50"66       |                                          |
| 2017 | Mondiali        | Londra         | 400 m hs      | Semifinale | 49"40       |                                          |
| 2017 | Universiadi     | Taipei         | 400 m hs      | 5º         | 49"51       | Miglior prestazione personale stagionale |
| 2018 | Europei         | Berlino        | 400 m hs      | 5º         | 48"59       | Miglior prestazione personale stagionale |
| 2019 | World Relays    | Yokohama       | 4×400 m misti | 5º         | 3'20"65     |                                          |
| 2019 | World Relays    | Yokohama       | 2×2×400 m     | 4º         | 3'42"14     |                                          |
| 2019 | Universiadi     | Napoli         | 400 m hs      | Bronzo     | 48"99       |                                          |
| 2019 | Universiadi     | Napoli         | 4×400 m       | Bronzo     | 3'03"35     |                                          |
| 2019 | Mondiali        | Doha           | 400 m hs      | Semifinale | 50"18       |                                          |
| 2021 | Europei indoor  | Toruń          | 800 m piani   | Oro        | 1'46"81     | Miglior prestazione personale            |
| 2021 | World Relays    | Chorzów        | 2×2×400 mista | Oro        | 3'40"92     | Miglior prestazione personale            |
| 2021 | Giochi olimpici | Tokyo          | 800 m piani   | Bronzo     | 1'45"39     |                                          |
| 2022 | Mondiali        | Eugene         | 800 m piani   | Batteria   | 1'46"80     |                                          |
| 2022 | Europei         | Monaco         | 800 m piani   | Semifinale | 1'48"63     |                                          |

## Altre competizioni internazionali
2019
- Campionati europei a squadre di atletica leggera ( Bydgoszcz)

2021
- Campionati europei a squadre di atletica leggera ( Chorzów)